# Sutilizonidae
Sutilizonidae là một Họ động vật chân bụng trong nhánh Vetigastropoda (theo phân loài động vật chân bụng của Bouchet & Rocroi, 2005). Họ này không có phân họ.
Temnocinclinae McLean, 1989 được xem là một đồng âm của Sutilizonidae bởi Bouchet & Rocroi (2005), but it was updated to family level Temnocinclidae.

## Chi
- Sutilizona